# 中国白眉朱雀
中國白眉朱雀（学名：Carpodacus dubius）又称白眉朱雀，是雀形目燕雀科的一种鸟类。

## 特征
白眉朱雀体重约30.99克，翼长约84.4毫米，嘴峰长约11.5毫米，喙宽度约6.5毫米，喙厚度约7.8毫米，跗蹠长约21.5毫米，尾长约76毫米。白眉朱雀是部分迁徙的鸟类，其栖息在半开放的灌木丛中，食性为草食性。

## 亚种
- ：分布于西藏东南部至中国西南部（四川西部和云南北部）。
- ：分布于中国西部（青海东南至甘肃东南，宁夏南部和四川北部）。
- ：分布于中国西部（青海东北部）。[4]